# Cagnotte (Landes)
Pour les articles homonymes, voir Cagnotte.
Cagnotte est une commune française située dans le département des Landes en région Nouvelle-Aquitaine.
Le gentilé est Cagnottais.

## Géographie

### Localisation
Commune située dans le Pays d'Orthe.

### Communes limitrophes
Les communes limitrophes sont  Bélus, Cauneille, Gaas, Heugas, Peyrehorade, Pouillon et Saint-Lon-les-Mines.
| Saint-Lon-les-Mines | Heugas    |          |
| Bélus               | Cagnotte  | Gaas     |
| Peyrehorade         | Cauneille | Pouillon |

### Hameaux et lieux-dits
Le centre du village s'est déplacé vers le bourg actuel lors de la dotation de l'abbaye, au XIIe siècle. Auparavant, le village principal se trouvait à trois kilomètres plus au nord, dans le hameau de Cazordite.

### Hydrographie
Le Bassecq, affluent gauche du Luy, traverse les terres de la commune.

### Climat
Pour des articles plus généraux, voir Climat de la Nouvelle-Aquitaine et Climat des Landes.
Historiquement, la commune est exposée à un micro climat océanique basque.  
En 2020, Météo-France publie une typologie des climats de la France métropolitaine dans laquelle la commune est exposée à un climat océanique et est dans la région climatique  Pyrénées atlantiques, caractérisée par une pluviométrie élevée (>1 200 mm/an) en toutes saisons, des hiver très doux (7,5 °C en plaine) et des vents faibles.
Pour la période 1971-2000, la température annuelle moyenne est de 13,6 °C, avec une amplitude thermique annuelle de 13,7 °C. Le cumul annuel moyen de précipitations est de 1 282 mm, avec 12,5 jours de précipitations en janvier et 7,9 jours en juillet. Pour la période 1991-2020, la température moyenne annuelle observée sur la station météorologique la plus proche, située sur la commune de Dax à 12 km à vol d'oiseau, est de 14,5 °C et le cumul annuel moyen de précipitations est de 1 155,2 mm,. Pour l'avenir, les paramètres climatiques de la commune estimés pour 2050 selon différents scénarios d’émission de gaz à effet de serre sont consultables sur un site dédié publié par Météo-France en novembre 2022.

## Urbanisme

### Typologie
Au 1er janvier 2024, Cagnotte est catégorisée commune rurale à habitat dispersé, selon la nouvelle grille communale de densité à sept niveaux définie par l'Insee en 2022.
Elle est située hors unité urbaine. Par ailleurs la commune fait partie de l'aire d'attraction de Dax, dont elle est une commune de la couronne,. Cette aire, qui regroupe 60 communes, est catégorisée dans les aires de 50 000 à moins de 200 000 habitants,.

### Occupation des sols

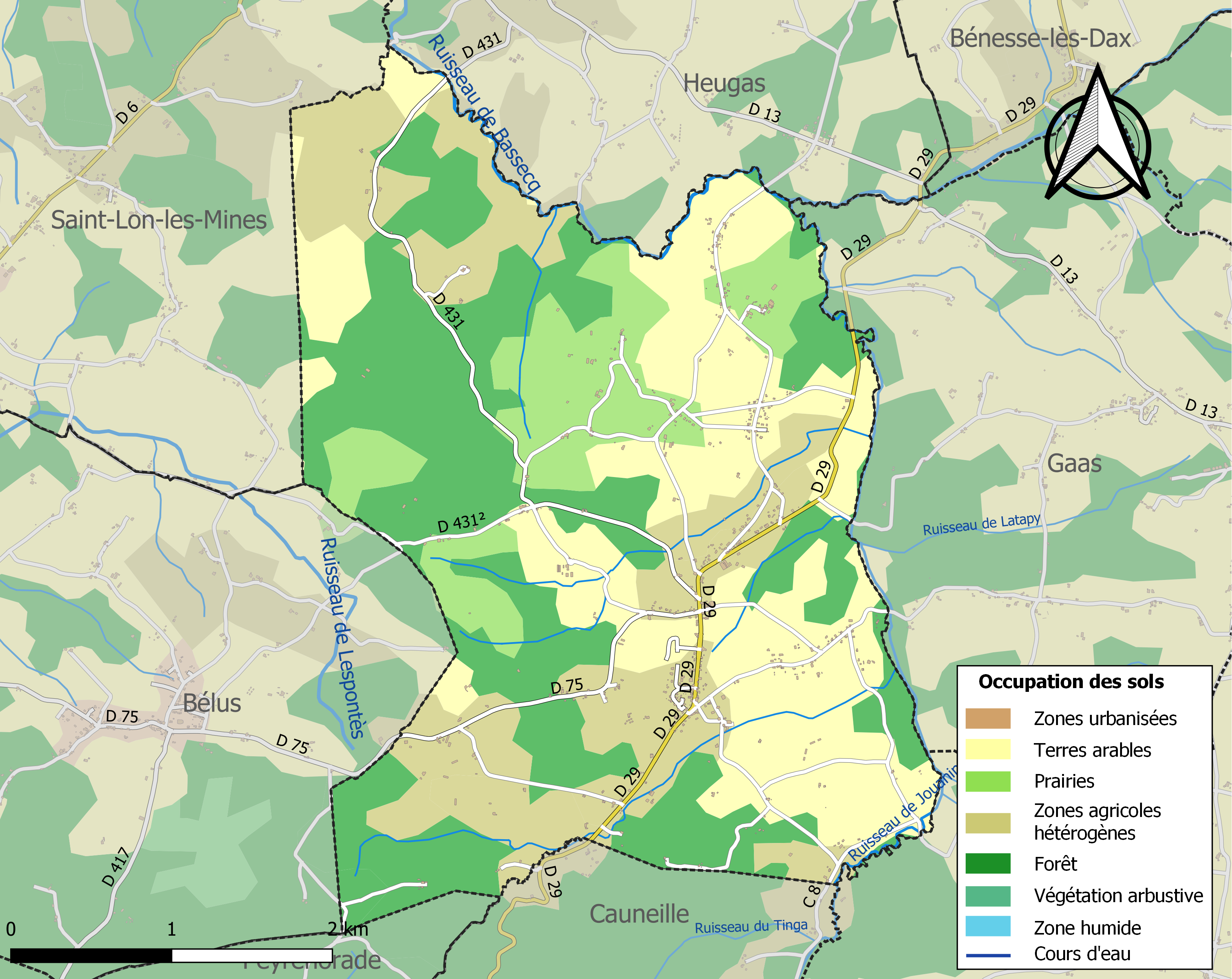
Carte des infrastructures et de l'occupation des sols de la commune en 2018 (CLC).

L'occupation des sols de la commune, telle qu'elle ressort de la base de données européenne d’occupation biophysique des sols Corine Land Cover (CLC), est marquée par l'importance des territoires agricoles (65,5 % en 2018), en augmentation par rapport à 1990 (64,1 %). La répartition détaillée en 2018 est la suivante : forêts (34,5 %), terres arables (30 %), zones agricoles hétérogènes (23 %), prairies (12,5 %). L'évolution de l’occupation des sols de la commune et de ses infrastructures peut être observée sur les différentes représentations cartographiques du territoire : la carte de Cassini (XVIIIe siècle), la carte d'état-major (1820-1866) et les cartes ou photos aériennes de l'IGN pour la période actuelle (1950 à aujourd'hui).

### Voies de communication et transports

#### Voies
| 39 odonymes recensés à Cagnotte au 28 décembre 2013 | 39 odonymes recensés à Cagnotte au 28 décembre 2013 | 39 odonymes recensés à Cagnotte au 28 décembre 2013 | 39 odonymes recensés à Cagnotte au 28 décembre 2013 | 39 odonymes recensés à Cagnotte au 28 décembre 2013 | 39 odonymes recensés à Cagnotte au 28 décembre 2013 | 39 odonymes recensés à Cagnotte au 28 décembre 2013 | 39 odonymes recensés à Cagnotte au 28 décembre 2013 | 39 odonymes recensés à Cagnotte au 28 décembre 2013 | 39 odonymes recensés à Cagnotte au 28 décembre 2013 | 39 odonymes recensés à Cagnotte au 28 décembre 2013 | 39 odonymes recensés à Cagnotte au 28 décembre 2013 | 39 odonymes recensés à Cagnotte au 28 décembre 2013 | 39 odonymes recensés à Cagnotte au 28 décembre 2013 | 39 odonymes recensés à Cagnotte au 28 décembre 2013 | 39 odonymes recensés à Cagnotte au 28 décembre 2013 |
| Allée                                               | Avenue                                              | Bld                                                 | Chemin                                              | Escalier                                            | Impasse                                             | Passage                                             | Place                                               | Quai                                                | Route                                               | Rue                                                 | Ruelle                                              | Sentier                                             | Villa                                               | Autres                                              | Total                                               |
| --------------------------------------------------- | --------------------------------------------------- | --------------------------------------------------- | --------------------------------------------------- | --------------------------------------------------- | --------------------------------------------------- | --------------------------------------------------- | --------------------------------------------------- | --------------------------------------------------- | --------------------------------------------------- | --------------------------------------------------- | --------------------------------------------------- | --------------------------------------------------- | --------------------------------------------------- | --------------------------------------------------- | --------------------------------------------------- |
| 8                                                   | 0                                                   | 0                                                   | 11                                                  | 0                                                   | 0                                                   | 0                                                   | 1                                                   | 0                                                   | 13                                                  | 1                                                   | 0                                                   | 0                                                   | 0                                                   | 5                                                   | 39                                                  |
| Notes « N »                                         | Notes « N »                                         | 1. 2. 3. 4.                                         | 1. 2. 3. 4.                                         | 1. 2. 3. 4.                                         | 1. 2. 3. 4.                                         | 1. 2. 3. 4.                                         | 1. 2. 3. 4.                                         | 1. 2. 3. 4.                                         | 1. 2. 3. 4.                                         | 1. 2. 3. 4.                                         | 1. 2. 3. 4.                                         | 1. 2. 3. 4.                                         | 1. 2. 3. 4.                                         | 1. 2. 3. 4.                                         | 1. 2. 3. 4.                                         |
| Sources : rue-ville.info & OpenStreetMap            |                                                     |                                                     |                                                     |                                                     |                                                     |                                                     |                                                     |                                                     |                                                     |                                                     |                                                     |                                                     |                                                     |                                                     |                                                     |

### Risques majeurs
Le territoire de la commune de Cagnotte est vulnérable à différents aléas naturels : météorologiques (tempête, orage, neige, grand froid, canicule ou sécheresse), mouvements de terrains et séisme (sismicité modérée). Il est également exposé à un risque technologique,  le transport de matières dangereuses, et à un risque particulier : le risque de radon. Un site publié par le BRGM permet d'évaluer simplement et rapidement les risques d'un bien localisé soit par son adresse soit par le numéro de sa parcelle.

#### Risques naturels
Les mouvements de terrains susceptibles de se produire sur la commune sont des tassements différentiels.

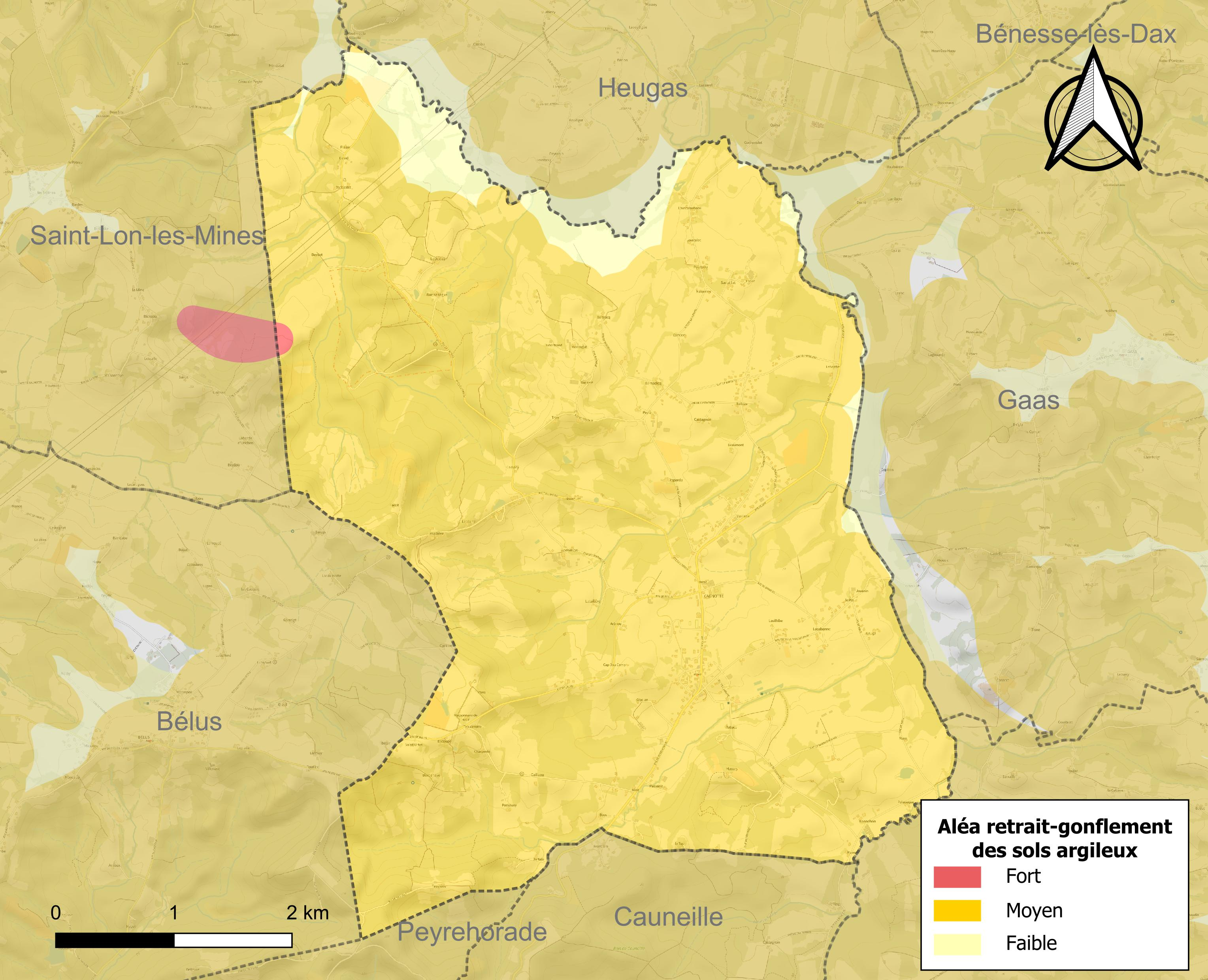
Carte des zones d'aléa retrait-gonflement des sols argileux de Cagnotte.

Le retrait-gonflement des sols argileux est susceptible d'engendrer des dommages importants aux bâtiments en cas d’alternance de périodes de sécheresse et de pluie. 95,6 % de la superficie communale est en aléa moyen ou fort (19,2 % au niveau départemental et 48,5 % au niveau national). Sur les 338 bâtiments dénombrés sur la commune en 2019,  338 sont en aléa moyen ou fort, soit 100 %, à comparer aux 17 % au niveau départemental et 54 % au niveau national. Une cartographie de l'exposition du territoire national au retrait gonflement des sols argileux est disponible sur le site du BRGM,.
La commune a été reconnue en état de catastrophe naturelle au titre des dommages causés par les inondations et coulées de boue survenues en 1988, 1999, 2005 et 2009 et par des mouvements de terrain en 1999

#### Risques technologiques
Le risque de transport de matières dangereuses sur la commune est lié à sa traversée par une ou des infrastructures routières ou ferroviaires importantes ou la présence d'une canalisation de transport d'hydrocarbures. Un accident se produisant sur de telles infrastructures est susceptible d’avoir des effets graves sur les biens, les personnes ou l'environnement, selon la nature du matériau transporté. Des dispositions d’urbanisme peuvent être préconisées en conséquence.

#### Risque particulier
Dans plusieurs parties du territoire national, le radon, accumulé dans certains logements ou autres locaux, peut constituer une source significative d’exposition de la population aux rayonnements ionisants. Selon la classification de 2018, la commune de Cagnotte est classée en zone 2, à savoir zone à potentiel radon faible mais sur lesquelles des facteurs géologiques particuliers peuvent faciliter le transfert du radon vers les bâtiments.

## Toponymie
Contrairement à une étymologie populaire légendaire reprise par la plupart des sources mentionnées en liens externes, le nom de cette commune n'est pas dérivé du gascon canhòt (petit chien). Dans son Dictionnaire toponymique des communes des Landes et du Bas-Adour, Bénédicte Boyrié-Fénié considère qu'il s’agit d'un dérivé roman, du latin canna 'canne', utilisé localement dans le sens de 'tranchée'. Dauzat et Rostaing y voient l'oronyme pré-indo-européen *kan 'hauteur'. De fait, l’abbaye était construite au pied de la butte qui accueille, de nos jours, le bourg.
Son nom occitan gascon est Canhòta.

## Histoire
La commune a accueilli, dès la fin du IXe siècle, une abbaye bénédictine, qui fut rasée au cours d'invasions puis relevée par Raymond Sanche, vicomte d'Orthe, en 1122.
Du premier quart du XIXe siècle au début du XXe siècle, la poterie de Cagnotte est l'un des plus productives et populaires de la région, notamment par le succès de la pega, la cruche à eau portée sur la tête, vendue dans toute la Gascogne.

## Politique et administration
| Période | Période  | Identité         | Étiquette | Qualité             |
| ------- | -------- | ---------------- | --------- | ------------------- |
|         |          |                  |           |                     |
| 1977    | 1995     | Jean Dutournier  |           |                     |
| 1995    | 2001     | Michel Dufau     |           |                     |
| 2001    | 2014     | Pierre Lescoutte |           | Retraité            |
| 2014    | En cours | Robert Bacheré   | DVD       | Commercial retraité |

## Démographie
| 1793 | 1800 | 1806 | 1821 | 1831 | 1836 | 1841 | 1846 | 1851 |
| ---- | ---- | ---- | ---- | ---- | ---- | ---- | ---- | ---- |
| 502  | 471  | 522  | 564  | 627  | 646  | 720  | 765  | 818  |

| 1856 | 1861 | 1866 | 1872 | 1876 | 1881 | 1886 | 1891 | 1896 |
| ---- | ---- | ---- | ---- | ---- | ---- | ---- | ---- | ---- |
| 817  | 794  | 843  | 779  | 782  | 805  | 790  | 733  | 758  |

| 1901 | 1906 | 1911 | 1921 | 1926 | 1931 | 1936 | 1946 | 1954 |
| ---- | ---- | ---- | ---- | ---- | ---- | ---- | ---- | ---- |
| 773  | 753  | 739  | 672  | 684  | 635  | 578  | 522  | 482  |

| 1962 | 1968 | 1975 | 1982 | 1990 | 1999 | 2005 | 2006 | 2010 |
| ---- | ---- | ---- | ---- | ---- | ---- | ---- | ---- | ---- |
| 499  | 457  | 441  | 472  | 506  | 525  | 641  | 645  | 700  |

| 2015 | 2020 | 2022 | - | - | - | - | - | - |
| ---- | ---- | ---- | - | - | - | - | - | - |
| 769  | 765  | 778  | - | - | - | - | - | - |

## Lieux et monuments

### Édifices et sites

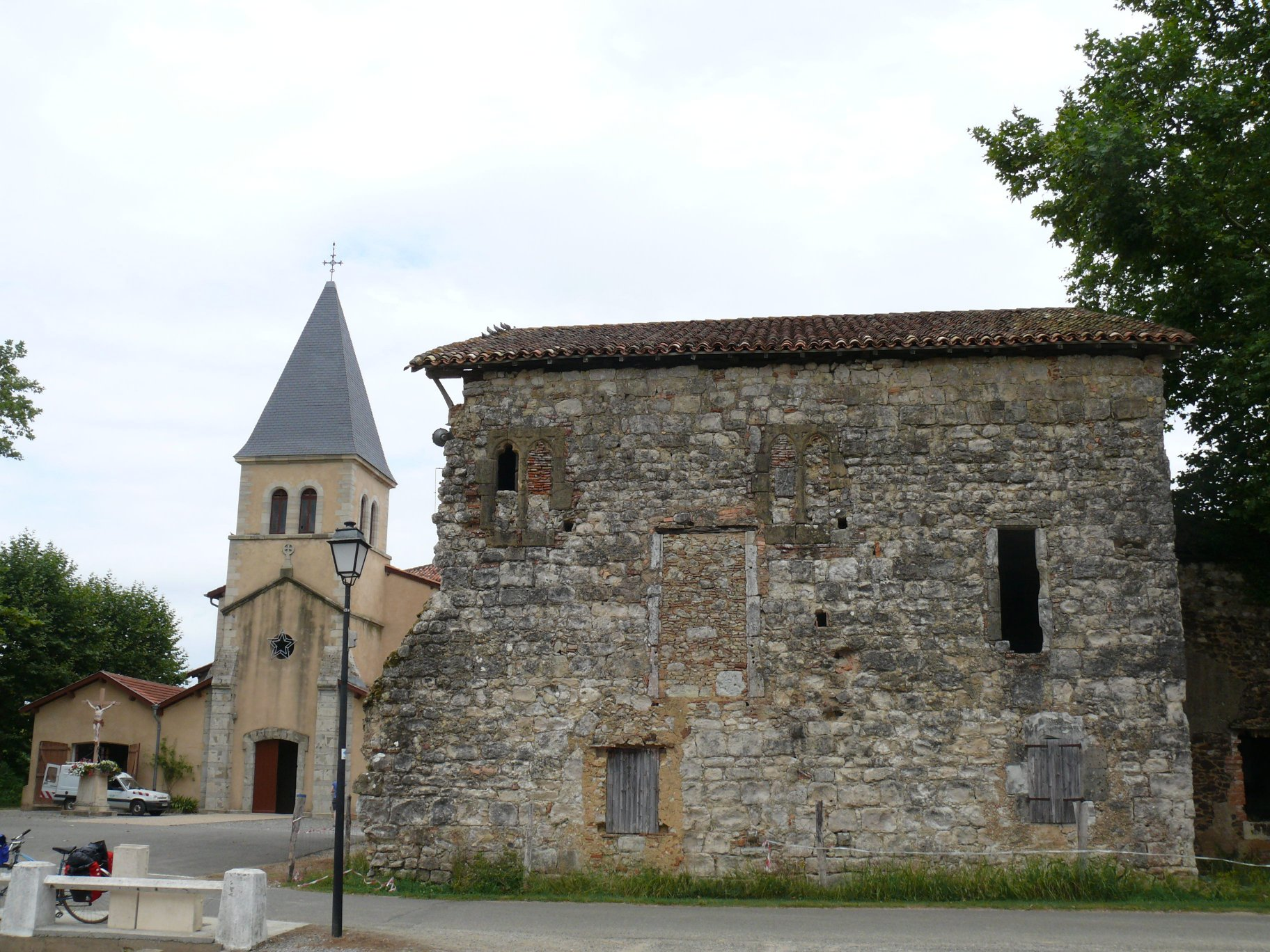
L'abbaye de Cagnotte.

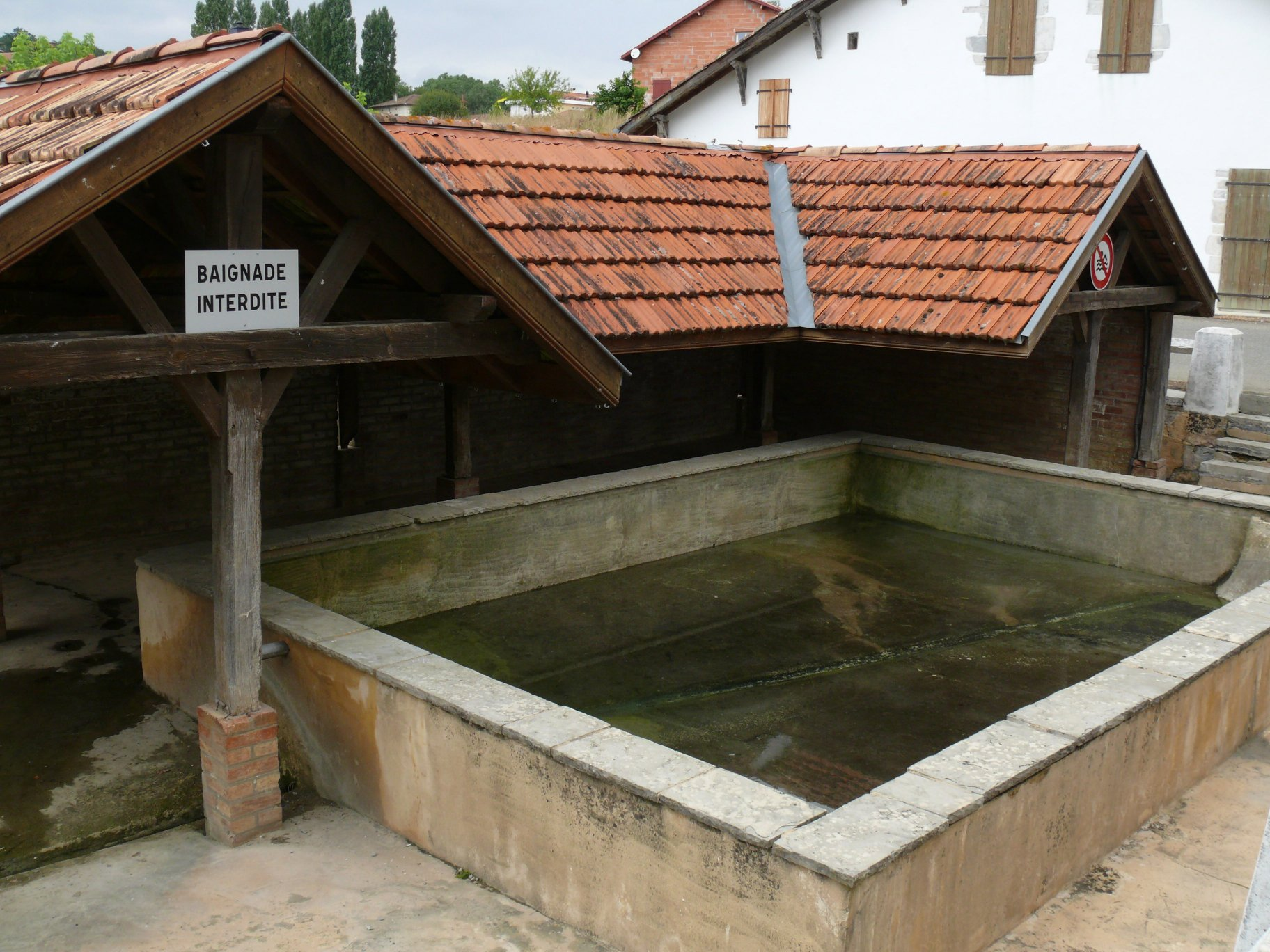
Le lavoir.

- Abbaye de Cagnotte : église abbatiale XIIe-XVe siècle, avec très peu de vestiges : sépultures de vicomtes d'Orthe, puits-pourrissoir. Inscrite aux monuments historiques en 1970[30]
- Vieux lavoir.

### Patrimoine naturel
Situés en limite de la Chalosse, les coteaux de Cagnotte font partie du réseau de sites naturels gérés par le conservatoire d'espaces naturels d'Aquitaine. Ils abritent des reliques de milieux naturels préservés au sein d'une région fortement marquée par l'agriculture intensive. Plusieurs espèces rares et protégées y trouvent refuge.

## Personnalités liées à la commune
Alain Dutournier, grand chef cuisinier né en 1949 à Cagnotte.